# Eupithecia finintima
Eupithecia finintima là một loài bướm đêm trong họ Geometridae.